# Guntramsdorf
Guntramsdorf est une commune autrichienne du district de Mödling en Basse-Autriche.

## Personnalités liées à la commune
L'entomologiste Richard Ebner (1885-1961) est natif de la commune de Guntramsdorf.